# Kvarnselet, Lappland
Kvarnselet är en sjö i Arvidsjaurs kommun i Lappland och ingår i Piteälvens huvudavrinningsområde. Sjön har en area på 0,0724 kvadratkilometer och ligger 293,2 meter över havet. Kvarnselet ligger i Piteälven Natura 2000-område. Sjön avvattnas av vattendraget Vistån (Kvarnbäcken).

## Delavrinningsområde
Kvarnselet ingår i det delavrinningsområde (729687-168923) som SMHI kallar för Utloppet av Kvarnselet. Medelhöjden är 298 meter över havet och ytan är 0,42 kvadratkilometer. Räknas de 29 avrinningsområdena uppströms in blir den ackumulerade arean 310,35 kvadratkilometer. Vistån (Kvarnbäcken) som avvattnar avrinningsområdet har biflödesordning 2, vilket innebär att vattnet flödar genom totalt 2 vattendrag innan det når havet efter 134 kilometer. Avrinningsområdet består mestadels av skog (77 procent). Avrinningsområdet har 0,08 kvadratkilometer vattenytor vilket ger det en sjöprocent på 17,8 procent.